# Liste der Monuments historiques in Rocroi
Die Liste der Monuments historiques in Rocroi führt die Monuments historiques in der französischen Gemeinde Rocroi auf.

## Liste der Immobilien
| Bezeichnung     | Beschreibung                                             | Standort                          | Kennzeichnung | Schutzstatus   | Datum     | Bild           |
| --------------- | -------------------------------------------------------- | --------------------------------- | ------------- | -------------- | --------- | -------------- |
| Festungsanlagen | 1555 angelegt, bis 1889 mehrfach verstärkt und erweitert | den Stadtkern umschließend (Lage) | PA00078491    | Inscrit Classé | 1935 1981 | weitere Bilder |